# 브롱스 이야기
《브롱스 이야기》(A Bronx Tale)는 미국에서 제작된 로버트 드 니로 감독의 1993년 범죄, 드라마 영화이다. 로버트 드 니로 등이 주연으로 출연하였고 로버트 드 니로 등이 제작에 참여하였다.

## 출연

### 주연
- 로버트 드 니로
- 채즈 팰민테리

### 조연
- 릴로 브란카토
- 프란시스 카프라
- 타랄 힉스
- 캐서린 나두치
- 클렘 카저타
- 알프레드 소첼 주니어
- 프랭크 피트랭골레어
- 조 페시
- 로버트 댄드리
- 에디 몬타나로
- 프레드 피셔
- 데이브 살레노
- 조 도노프리오
- 루이지 단젤로
- 루이스 바나리아
- 도미닉 로치오
- 패트릭 보리엘로
- 폴 페리
- 토머스 A. 포드

## 기타
- 원작자: 채즈 팰민테리
- 미술: 윈 토마스
- 의상: 리타 라이악
- Ass-PD: 조셉 P. 라이디